# KEK Metz

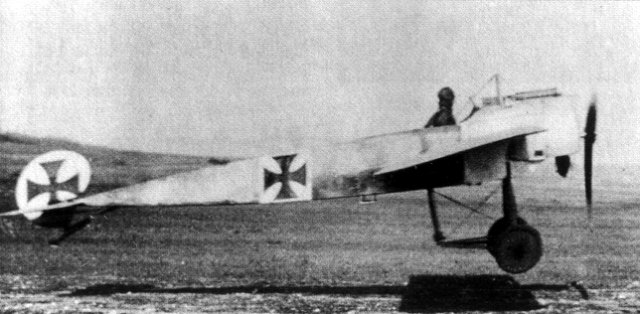
Fokker E.III – samolot będący na wyposażeniu KEK Metz w 1916 roku

Kampfeinsitzerkommando Metz – KEK Metz – jednostka lotnictwa niemieckiego Luftstreitkräfte z okresu I wojny światowej.

## Informacje ogólne
Jednostka została utworzona z pilotów jednostek przyporządkowanych do 5 Armii, w połowie 1915 w jednym z pierwszych etapów reorganizacji lotnictwa. Składała się z kilku jednomiejscowych uzbrojonych samolotów Fokker E.III przydzielonych bezpośrednio do dowództwa 5 Armii. Jednostka brała udział w walkach pod Verdun. 23 października 1916 roku w kolejnym etapie reorganizacji lotnictwa niemieckiego na bazie tej jednostki utworzono eskadrę myśliwską Jasta 17.
W KEK Nord służyli między innymi: Max Immelmann, Hermann Göring, Fritz Otto Bernert, Max Reinhold.
Głównymi samolotami używanymi przez pilotów KEK Nord były Fokker E.III, Fokker D.III.

## Dowódcy Eskadry
| Stopień | Nazwisko | Okres            |
| ------- | -------- | ---------------- |
|         |          | xxx – 23.10.1917 |